# Thomas Linacre

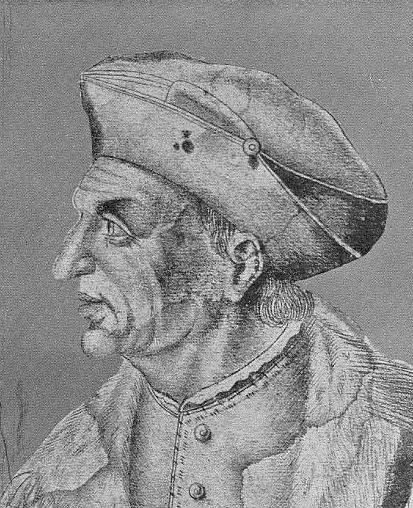
Thomas Linacre

Thomas Linacre (auch: Thomas Lynaker) (* um 1460 in Canterbury; † 20. Oktober 1524 in London) war ein englischer Arzt, Mathematiker, Gelehrter und Galen-Übersetzer. Er gilt als Vertreter der sogenannten philologischen Mediziner und Begründer des Humanismus in England. Nach ihm ist das Linacre College in Oxford benannt.

## Leben
Er wurde wohl in Canterbury geboren, jedoch ist wenig über seine Herkunft bekannt. Thomas Linacre erhielt seine frühe Ausbildung an der Schule der Kathedrale von Canterbury. Dort wurde sein Interesse für Klassische Literatur geweckt.
Nach einem Studium in Oxford ab 1480, reiste Linacre durch Italien, wo er seine Latein- und Griechischkenntnisse perfektionierte. In Florenz war er Schüler und später Freund von Poliziano sowie Schüler von Chalkokondyles. Im Jahr 1496 graduierte er an der medizinischen Fakultät in Padua. Dort kam er auch mit dem italienischen Humanismus in Berührung und erstellte eine Übersetzung des antiken Philosophen Proklos. Dieser war der letzte Leiter der platonischen Akademie Athens und Verfasser einer Vielzahl von Schriften, die ebenso theologische wie mathematische Themen behandelten. Ein Studienkollege aus dieser Zeit war Richard Pace.
Zurück in London, wurde er vom englischen König Heinrich VII. zum Erzieher des Thronfolgers Arthur ernannt. Dort eröffnete er auch eine Arztpraxis. Seine Patienten waren unter anderem Heinrich VIII., Thomas Morus und Erasmus von Rotterdam. Seit einem Aufenthalt im Jahr 1514 in Paris war Linacre mit dem Humanisten Guillaume Budé befreundet, der ihm bei der Drucklegung seiner Galen-Übersetzungen bereitwillig unterstützte. Im Jahr 1518 veranlasste Linacre die Gründung des Royal College of Physicians, um den Standard der medizinischen Versorgung zu heben. 1520 gab er Praxis und Ämter auf und ließ sich zum katholischen Priester weihen. Sein Vermögen verwendete er zur Einrichtung von Lehrstühlen für griechische Medizin in Cambridge und Oxford.
Der mit Linacre befreundete Erasmus von Rotterdam urteilte, dass Linacres (auch von Durling als ausgezeichnet gezeigten) Übersetzungen der Schriften Galens ins Lateinische sein wichtigster Beitrag zur Medizin gewesen seien.

## Galenos-Übersetzungen
- De sanitate tuenda libri sex. Rubeus, Paris 1517 [1541 kommentiert von Leonhart Fuchs]; Neudruck Lyon 1549. Digitalisierte Ausgabe der Universitäts- und Landesbibliothek Düsseldorf
- Methodus medendi, vel de morbis curandis libri 14. Hittorpius Paris 1519.
- De temperamentis et de inaequali intemperie libri tres. J. Siberech, Cambridge 1521.
- De naturalibus facultatibus libri tres. Gulielmus Rouillius, London 1523.
- De symptomatum differentiis liber unus. Eiusdem de symptomatum causis libri tres. Pynson, London 1524.
- De naturalibus facultatibus libri tres. De pulsuum usu liber unus. London (Datum unbekannt); Simon Colinaeus, Paris 1528.